# Джида (река)
Джида́ (бур. Зэдэ) — река на юге Бурятии, левый приток Селенги. Длина — 567 км, площадь бассейна — 23 500 км².

## Этимология
Река получило своё название от одноимённой горы Джида, где и располагается исток этой реки. Само же слово Джида имеет монгольское происхождение и восходит к бурятскому слову дзэд, что переводится как «медь», а на горе Джида известны очаги древней металлургии.

## География

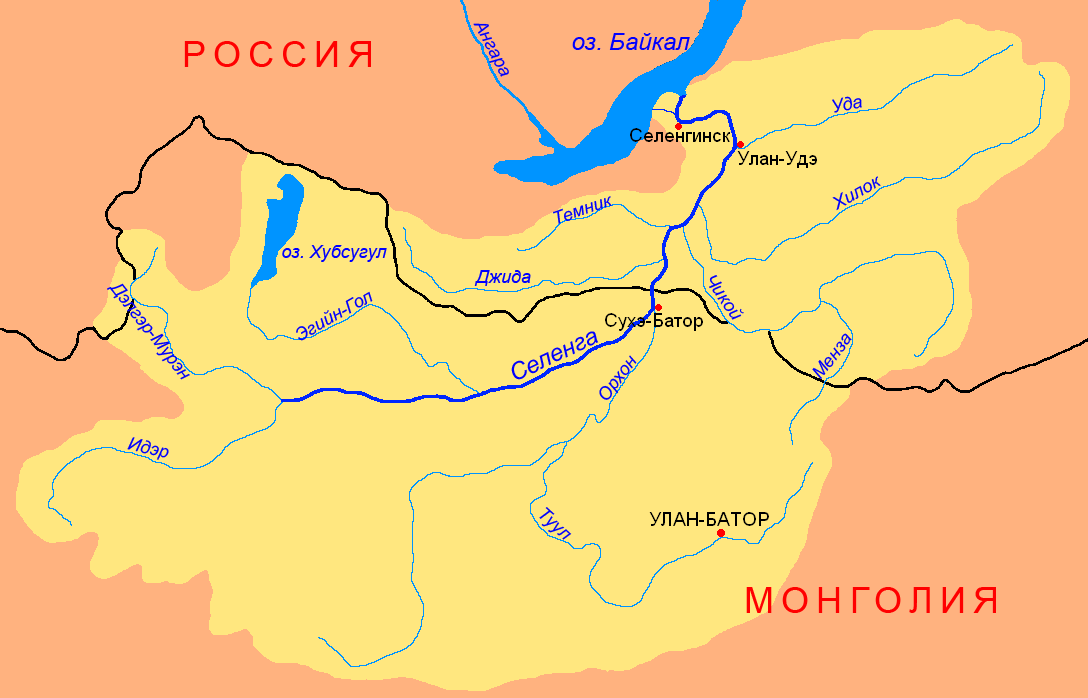
Бассейн Селенги

Одна из крупных рек Бурятии берёт начало в горном узле на крайнем западе Хангарульского хребта, вблизи высоты 2558 м, в 3 км к востоку от российско-монгольской границы. Первую треть течения Джида бежит в узком ущелье с северо-запада на юго-восток по горно-таёжной местности на западе Закаменского района вдоль северо-восточного склона Джидинского хребта. Близ города Закаменска река поворачивает на восток и течёт параллельно Джидинскому хребту (с юга) и хребту Малый Хамар-Дабан (с севера). Ниже Закаменска теснины долины реки чередуются с расширенными участками.
В пределах Джидинского района река принимает более спокойный характер, долина расширяется. В низовьях река течёт по южному краю Боргойской степи. В 8 км ниже села Джида река впадает в Селенгу напротив улуса Дэбэн. В нижнем течении, выше станции Джида, русло реки пересекает южная линия Восточно-Сибирской железной дороги Улан-Удэ — Наушки. На протяжении 150 км по левому, северному, берегу реки между сёлами Оёр и Дутулур проходит региональная автодорога Р440 Гусиноозёрск — Закаменск (Джидинский тракт).
Населённые пункты на берегах Джиды и её долине (от истока к устью): Енгорбой, Нурта, Закаменск, Хужир, Дутулур, Цакир, Хамней, Усановка, Усть-Бургалтай, Михайловка, Улекчин, Харацай, Нарын, Хулдат, Шартыкей, Нижний Торей, Оёр, Старый Укырчелон, Тохой, Желтура, Тэнгэрэк, Мельница, Баян, Булык, Петропавловка, Тасархай, Боций, Верхний Ёнхор, Нюгуй, Ёнхор, Дырестуй, Джида.

## Гидрология
Питание дождевое. Расход воды в устье — 60 м³/с.
Среднегодовой расход воды в районе посёлка Джида (21 км от устья) составляет 73,54 м³/с. Среднемесячные расходы воды (данные наблюдений с 1939 по 1997 год):
| Средний расход воды (м³/с) реки Джида по месяцам с 1939 по 1997 гг. (замеры производились на гидрологическом посту в районе посёлка Джида) |

## Данные водного реестра

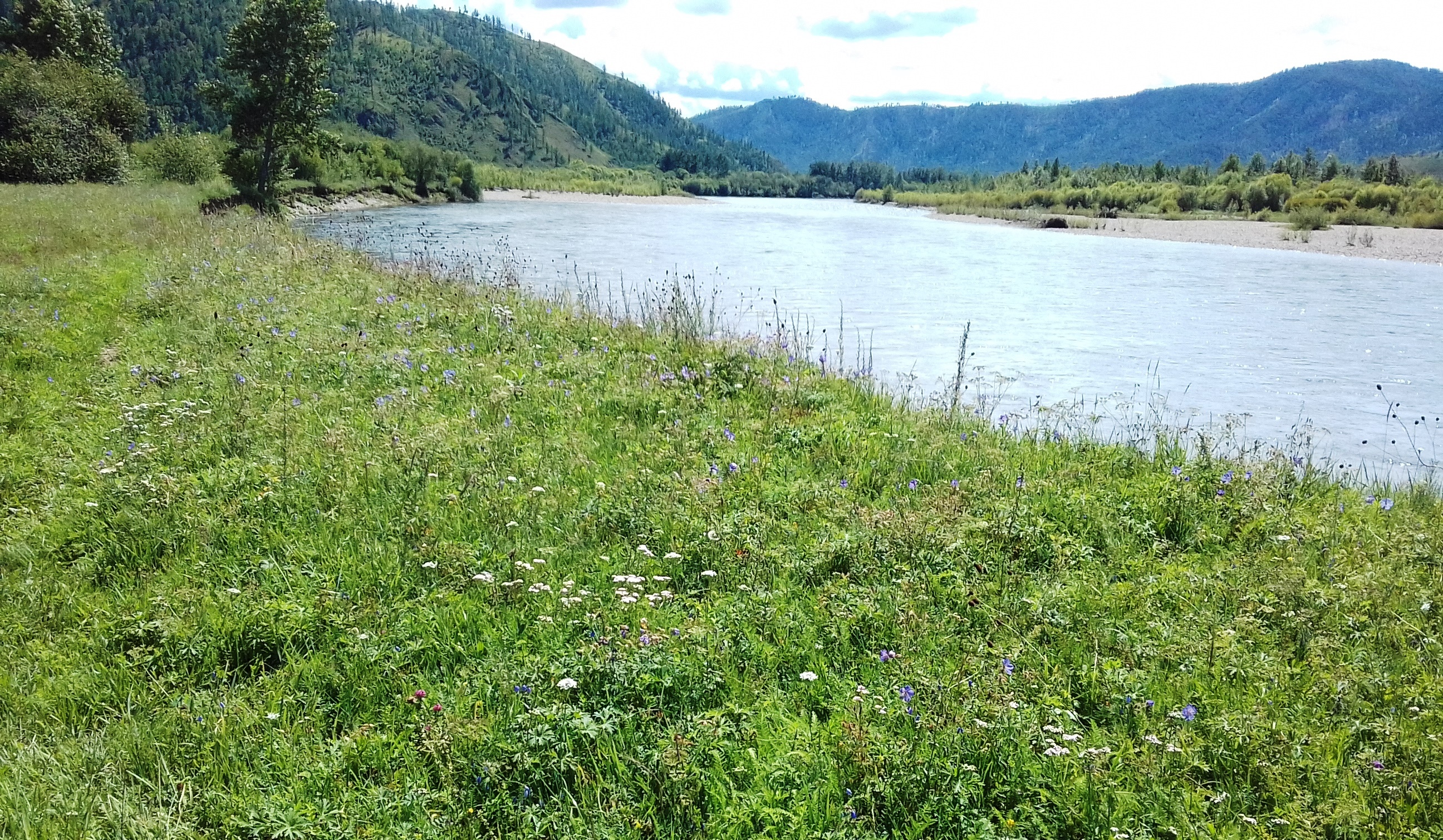
Река Джида в местности Торейские луга в Джидинском районе Бурятии, Россия

По данным государственного водного реестра России и геоинформационной системы водохозяйственного районирования территории РФ, подготовленной Федеральным агентством водных ресурсов:
- Бассейновый округ — Ангаро-Байкальский
- Речной бассейн — Селенга (российская часть бассейнов)
- Речной подбассейн — отсутствует
- Водохозяйственный участок — Джида
- Код водного объекта — 16030000112116300006973

## Основные притоки

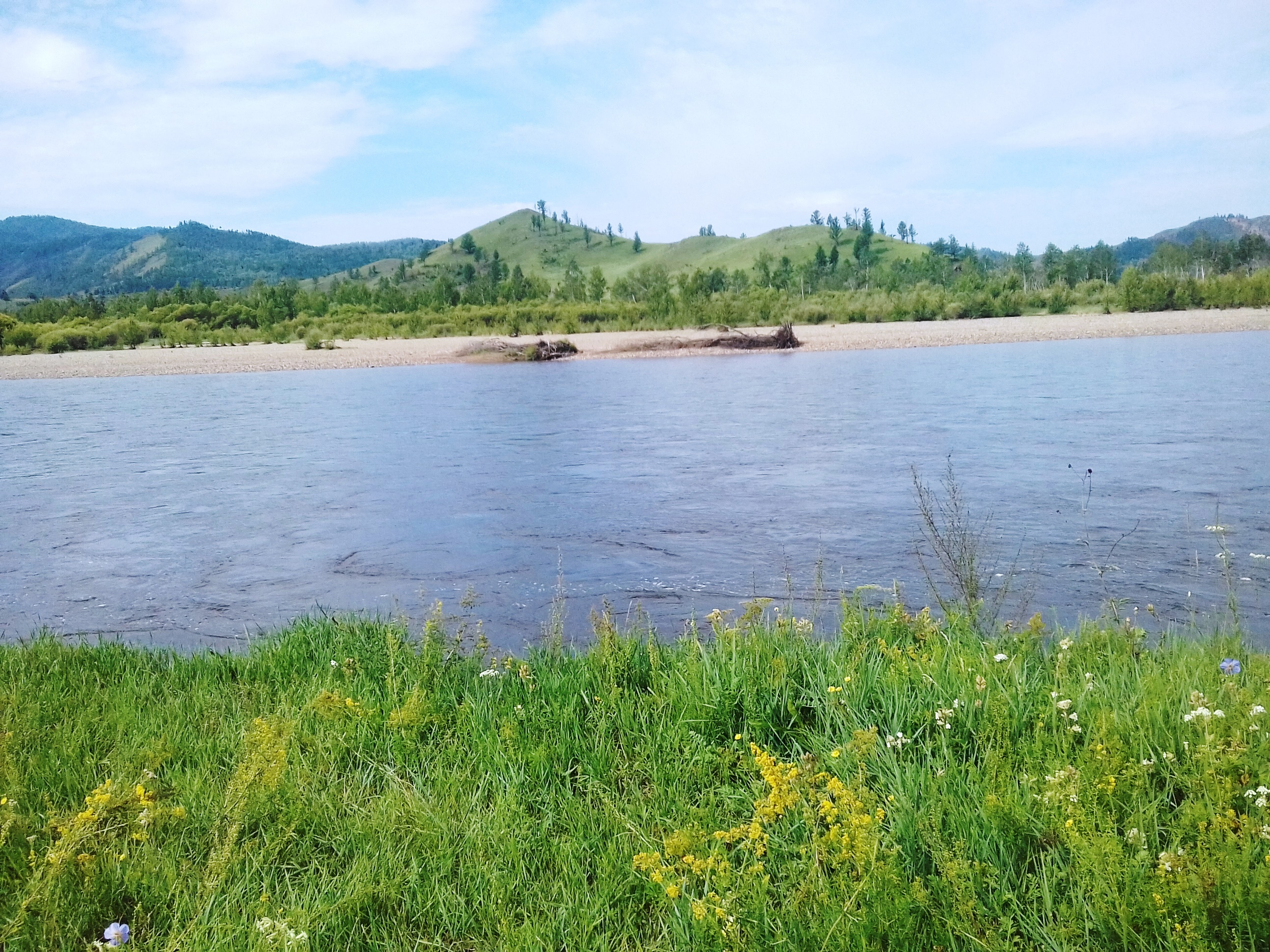
Берег реки Джида. Джидинский район Бурятии, Россия

(расстояние от устья)
- 158 км — река Желтура (правый)
- 328 км — река Хамней (левый)
- 438 км — река Цакирка (левый)